# Елісон Скаліотті
Елісон Скаліотті (англ. Allison Scagliotti; нар. 21 вересня 1990, Монтерей, Каліфорнія, США) — американська акторка, музикантка та режисерка. Серед її телевізійних ролей — зйомки у фільмах «Дрейк і Джош», «Сховище 13» та «Зшивачі». Вона виступає як музикантка під псевдонімом La Femme Pendu.

## Біографія
Прабабуся і прадідуся Скаліотті емігрували до Сполучених Штатів з Італії через острів Елліс. Вона переїхала з родиною до Мандевіля, штат Луїзіана, у молодому віці. У п'ять років вона вступила до програми талантів та драматичного мистецтва своєї школи в Луїзіані, середньої школи Tchefuncte.
Коли Скаліотті було 11 років, вона працювала з тренером з акторської майстерності, який заохочував її спробувати пройти прослуховування у Лос-Анджелесі. Вона забронювала пілотну серію ситкому з Чеві Чейзом, зйомки якого проходили в Нью-Йорку. Скаліотті переїхала до Лос-Анджелеса заради своєї акторської кар'єри.
Скаліотті вивчала кіномистецтво в Нью-Йоркському університеті, хоча так і не закінчила навчання. Пізніше вона здобула ступінь бакалавра з міждисциплінарних музичних досліджень за допомогою онлайн-програми Музичного коледжу Берклі. Вона є двоюрідною сестрою Кевіна Пфеффера, вокаліста гурту Five Minutes to Freedom, та Алекса Скаліотті, чемпіона країни з вейкбордингу.

## Фільмографія
| Рік       |    | Українська назва                     | Оригінальна назва                     | Роль              |
| --------- | -- | ------------------------------------ | ------------------------------------- | ----------------- |
| 2002      | тф | Найжахливіші речі Америки            | America's Most Terrible Things        | Моллі Поттс       |
| 2003      | тф | Одного разу навколо парку            | Once Around the Park                  | Роуз Вінгфілд     |
| 2004      | тф | Спільна опіка                        | Joint Custody                         | Мег               |
| 2004      | с  | Основа для життя                     | Grounded for Life                     | Крістее           |
| 2004      | тф | Коли ми були дорослими               | Back When We Were Grownups            | Еммі              |
| 2004—2007 | с  | Дрейк і Джош                         | Drake & Josh                          | Мінді Креншоу     |
| 2005      | с  | Зоуї 101                             | Zoey 101                              | Стейсі            |
| 2006      | тф | Читай та ридай                       | Read It and Weep                      | Сойєр Салліван    |
| 2006      | с  | Швидка допомога                      | ER                                    | Джозі Веллер      |
| 2006—2007 | с  | Школа виживання                      | One Tree Hill                         | Еббі Браун        |
| 2007      | кф | Викуплення Медді                     | Redemption Maddie                     | Медді Кліфорд     |
| 2008      | с  | Відділ Близнюків                     | Gemini Division                       | Гера              |
| 2008      | тф | Веселого Різдва, Дрейк і Джош        | Merry Christmas, Drake & Josh         | Мінді Креншоу     |
| 2009      | ф  | Нескінченний облом                   | Endless Bummer                        | Айріс             |
| 2009      | с  | CSI: Місце злочину                   | CSI: Crime Scene Investigation        | Джемма            |
| 2009      | с  | Майстри вечірок                      | Party Down                            | Тейлор Стілскін   |
| 2009      | ф  | Мене звати Джеррі                    | My Name Is Jerry                      | Тріша             |
| 2009      | с  | Ментальний                           | Mental                                | Гезер Мастерс     |
| 2009      | с  | Таємниці Смолвіля                    | Smallville                            | Джайна            |
| 2009—2014 | с  | Сховище 13                           | Warehouse 13                          | Клаудія Донован   |
| 2010      | с  | Еврика                               | Warehouse 13                          | Клаудія Донован   |
| 2011      | ф  | Невдахи забирають все                | Losers Take All                       | Сімона            |
| 2013      | ф  | Укуси цнотливості                    | Chastity Bites                        | Леа               |
| 2013      | с  | Кістки                               | Bones                                 | Джилл Робертс     |
| 2013      | с  | В полі зору                          | Person of Interest                    | Моллі Нельсон     |
| 2013      | с  | Переплутані при народженні           | Switched at Birth                     | Айда Адамс        |
| 2014      | ф  | Нескінченний облом                   | National Lampoon Presents: Surf Party | Айріс             |
| 2015—2017 | с  | Зшивачі                              | Stitchers                             | Камілла Енгельсон |
| 2015      | кф | Енн Дарлінг                          | Anne Darling                          | Меггі             |
| 2016      | с  | Труднощі асиміляції                  | Fresh Off The Boat                    | Ракель            |
| 2016      | кф | Наволочка                            | Pillowcase                            | Лін               |
| 2016      | с  | Щоденники вампіра                    | The Vampire Diaries                   | Джорджина Довлінг |
| 2016      | кф | Пісня для вашого мікстейпу           | A Song for Your Mixtape               | Блер              |
| 2016      | с  | Марі + Джейн                         | Mary + Jane                           | Таша              |
| 2018      | кф | Маленька золота зірка                | Little Gold Star                      | Даян              |
| 2018—2019 | с  | Небезпечний Генрі                    | Henry Danger                          | Емілі             |
| 2018      | кф | Карти                                | The Cards                             | Верховна жриця    |
| 2018      | кф | Справді обурливо: фільм фаната Джема | Truly Outrageous: A Jem Fan Film      | Репортер          |
| 2022      | с  | Новобранець: Федерали                | The Rookie: Feds                      | Арія              |
| 2023      | с  | Лей Лей                              | That Girl Lay Lay                     | Брі Віггін        |
| 2023      | с  | Дім Рейвен                           | Raven's Home                          | Координатор       |
| 2024      | с  | Істерія!                             | Hysteria!                             | Офіцер Олсен      |